# IEEE 1680
El IEEE 1680 es un estándar que brinda criterios para el rendimiento de productos electrónicos, reduciendo el impacto ambiental que los mismos producen, pertenece a la familia de estándares IEEE P1680.
EASC (IEEE Computer Society’s Environmental Assessment Standards Committee) es el responsable de IEEE 1680 para productos electrónicos.